# Броненосные крейсера типа «Уорриор»
Броненосные крейсера типа «Уорриор» — серия кораблей британского королевского флота, построенная в начале XX века. В королевском флоте числились крейсерами 1-го класса. Всего построено 4 единицы: «Уорриор» (Warrior), «Кохрейн» (Cochrane), «Ахиллес» (Achilles), «Наталь» (Natal). Стали развитием броненосных крейсеров типа «Дюк оф Эдинбург». Все они принимали активное участие в Первой мировой войне. Предназначались главным образом для действий в качестве авангарда линейных сил.
Их усовершенствованной версией стали броненосные крейсера типа «Минотавр».

## Конструкция

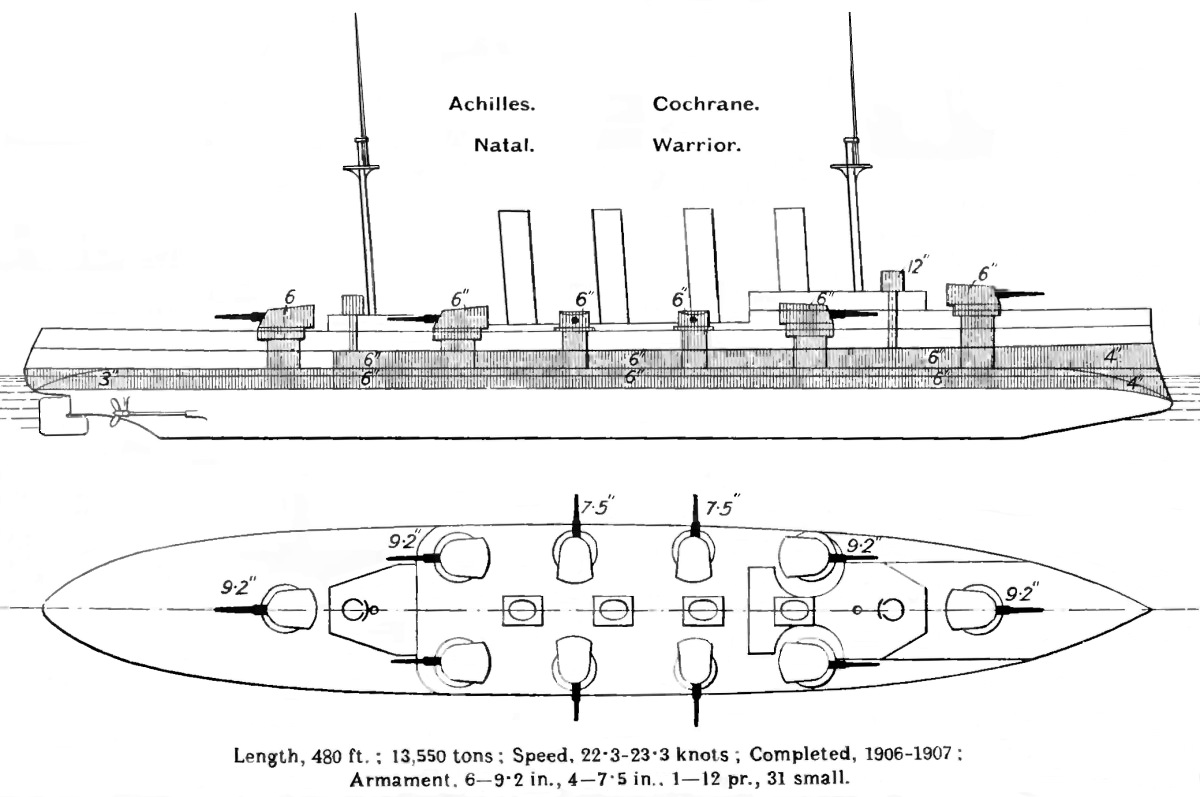
Броненосный крейсер «Уорриор». Схема.

Проект переработали с заменой 10 152 мм орудий батареи четырьмя 190 мм пушками в одиночных башнях в середине корпуса на верхней палубе. Артиллерия могла теперь вести огонь в любую погоду. Из-за дополнительного веса на верхней палубе уменьшилась метацентрическая высота, в результате крейсера этой серии оказались устойчивыми орудийными платформами, обычно демонстрируя на стрельбах хорошие результаты. В остальном крейсера мало отличались от предыдущей пары. Вошли в строй с низкими трубами, дым из которых часто окутывал мостики. Иногда все шесть крейсеров объединяются в один тип.

### Силовая установка
Крейсера оснащены двумя 4-цилиндровыми машинами тройным расширения, каждая приводила в действие свой вал, которые имели общую мощность 23 500 индикаторных лошадиных сил (17 150 кВт) и были рассчитаны на максимальную скорость 22¾ узлов (43 км / ч). Машины приводились в действие 19 водотрубными котлами Ярроу и шестью архаичными цилиндрическими котлами.
Машинная установка повторяла конструкцию на предыдущем типе. Запас угля 2050 тонн, нефти 600 т.
Результаты испытаний :
- «Ахиллес» 23 977 л. с. ход 23,50 узла
- «Кохрен» 23 654 л. с. ход 23,29 узла
- «Наталь» 23 590 л. с. ход 23,30 узла
- «Уорриор» 23 705 л. с. ход 22,59 узла

### Бронирование
Крупповская броня. Толщина брони, (кроме башен 190 мм орудий) как на предыдущем типе.

### Вооружение
234-мм орудия в башнях оснащались и гидравлическим, и ручным приводом. Установки имели угол возвышения до 15°, что обеспечивало для 172 кг снарядов максимальную дальность 14 170 м, боезапас 600 снарядов.

## Служба
В ходе войны, вплоть до Ютланского сражения входили в эскадры крейсеров Гранд-Флита, то есть применялись по тому назначению для которого были созданы.
«Уорриор» — заложен 5 ноября 1903, спущен 25 ноября 1905, вступил в строй 12 декабря 1906 года. включён в состав 5-й крейсерской эскадры Флота Метрополии. После реорганизации переведён во 2-ю крейсерскую эскадру, где находился до 1914 года. В 1914 году переведён на Средиземное море, затем зачислен в состав 1-й крейсерской эскадры Гранд-Флита. Участвовал в Ютландском сражении, затонул от повреждений, полученных от огня противника 31 мая 1916 года.
«Кохрейн» — заложен 24 апреля 1904, спущен 20 мая 1905 года, вступил в строй 18 февраля 1907 года. Включён в состав 5-й крейсерской эскадры Флота Метрополии. После реорганизации переведён во 2-ю крейсерскую эскадру, где числился до сентября 1917 г. Участвовал в Ютландском сражении. Прошёл ремонт в конце 1918 года. Погиб при кораблекрушении в устье Мерси 14 ноября 1918 года.
«Ахиллес» — заложен 22 февраля 1904, спущен 17 июня 1905, вступил в строй 22 апреля 1907 года, включён в состав 5-й крейсерской эскадры Флота Метрополии. Переведён во 2-ю крейсерскую эскадру, где числился до сентября 1917 года. Участвовал в Ютландском сражении. Совместно с вооружённым пароходом «Данди» участвовал в потоплении рейдера «Леопард» 16 марта 1917 г. к северу от Шетландских островов. В феврале-декабре 1918 года прошёл ремонт, выведен в резерв в Чатеме в качестве учебного корабля кочегаров. Продан на слом в 1920 году.
«Натал» — заложен 6 января 1904, спущен 30 сентября 1905, вступил в строй 5 марта 1907 года. Служба аналогична Кохрейну до самой свой гибели от внутреннего взрыва в заливе Кроматри 30 декабря 1915 года.

## Оценка проекта
К началу Первой мировой морально устарели, но для конвойной службы и службы на второстепенных театрах были пригодны, а в качестве быстроходного крыла линейного флота они подвергались смертельному риску. Здесь их сменили линейные крейсера, а отважная атака броненосных крейсеров Арбетнота 31 мая 1916 года, оказалась фатальной, со всей очевидностью доказала их абсолютную непригодность для боя в линии баталии. Противоминная артиллерия из 47-мм пушек была заведомо бессильна против тогдашних миноносцев.
| Заложен                                      | 1905               | 1904              | 1905                | 1905              | 1903               | 1905              |
| Вступил в строй                              | 1907               | 1906              | 1907                | 1908              | 1906               | 1909              |
| Размерения, м (Д×Ш×О)                        | 137,1×23×8         | 154×22,4×7,91     | 144,6×21,6×8,17     | 161,2×22,86×7,92  | 153,8×22,2×7,62    | 140,5×21,0×7,1    |
| Водоизмещение нормальное                     | 13 750 т           | 13 770 т          | 11 616 т            | 15 170 т          | 14 500 ts          | 9832 т            |
| Полное                                       | 15 400 т           | 14 830 т          | 12 985 т            | 18 500 т          | 15 715 ts          | 10 600 т          |
| Силовая установка                            |                    |                   |                     |                   |                    |                   |
| Мощность номинальная, л. с. (скорость, узлы) | 20 500 (20,5)      | 23 500 (22¾)      | 26 000 (22,5)       | 19 700 (21)       | 27 500 (22)        | 20 000 (23)       |
| Максимальная, л. с. (скорость, узлы)         | 20 736 (20,5)      | 23 705 (22,59)    | 28 783 (23,6)       | 20 580 (21,43)    |                    | 20 808 (23,47)    |
| Дальность плавания, миль (на ходу, узлов)    |                    | 7960 (10)         | 4800 (14) 5120 (12) |                   | 6500 (10)          | 2500 (12)         |
| Бронирование                                 |                    |                   |                     |                   |                    |                   |
| Борт                                         | 178                | 152               | 150                 | 152               | 127                | 200               |
| Палуба                                       | 76                 | 38                | 60                  | 38 + 25           | 76                 | 130               |
| Башни                                        | 178                | 190               | 170                 | 203               | 229                | 180               |
| Вооружение                                   | 4×305-мм 12×152-мм | 6×234-мм 4×190-мм | 8×210-мм 6×150-мм   | 4×254-мм 8×203-мм | 4×254-мм 16×152-мм | 4×254-мм 8×190-мм |